# Pilar del Río
María del Pilar del Río Sánchez (Sevilla, 15 de marzo de 1950) es una periodista y traductora española.

## Biografía
Nació en el seno de una familia de 15 hermanos en la que Pilar es la mayor. Formada en la Universidad de Granada, Sevilla y Madrid. Trabajó en diversos medios de comunicación, prensa, radio y TVE.
En 1986 conoce al escritor portugués José Saramago, con quien se casa en 1988. Tradujo varias de sus novelas al castellano. Tras vivir unos años en Lisboa, en 1993 se trasladan a Tías en la isla de Lanzarote, en las Islas Canarias, donde permanecen juntos hasta el fallecimiento de Saramago en 2010.
En 2010 adquirió la nacionalidad portuguesa declarando que se considera iberoamericana e instaló definitivamente su residencia en Lisboa donde se encuentra la sede de la Fundación José Saramago que preside.
En 2010 se estrena José y Pilar, un documental dirigido por Miguel Gonçalves Mendes donde es retratada junto a José Saramago durante más de dos años, mostrando su vida personal y profesional junto al escritor portugués. También Alfaguara publicaría posteriormente el libro José y Pilar. Conversaciones inéditas con muchas de las entrevistas realizadas para el filme.
Pertenece al patronato de la Fundación María Pagés que gestiona el Centro Coreográfico María Pagés de Fuenlabrada.

## Obra
- La intuición de la isla: Los días de José Saramago en Lanzarote (Itineraria Editorial, 2022).

## Obras de Saramago traducidas al español

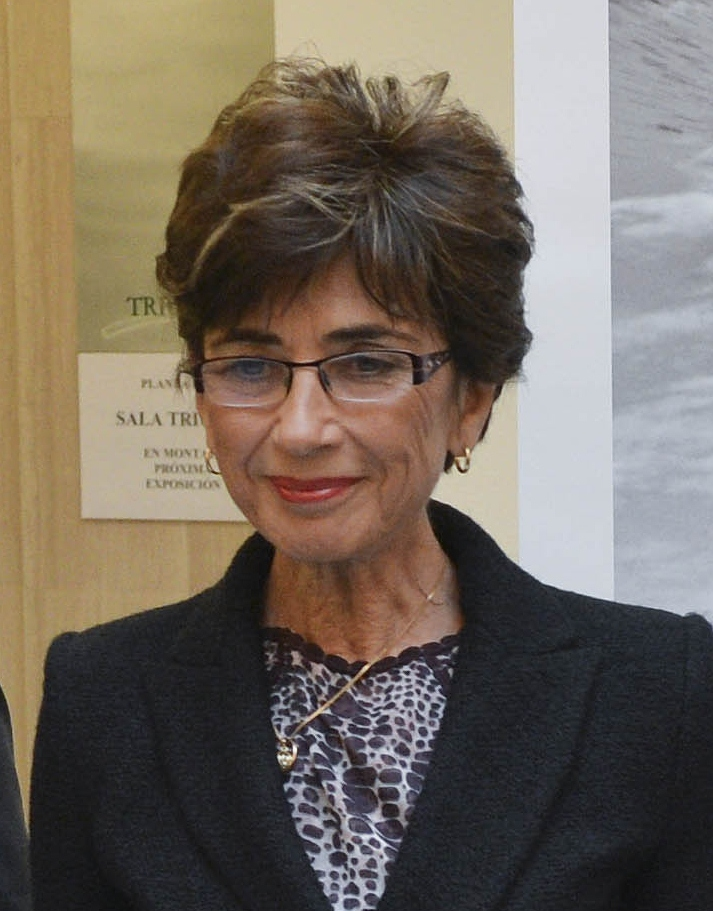
Pilar del Río en 2015

- Todos los nombres. Madrid. Aguilar, Altea, Taurus, Alfaguara, S.L. 1997.
- La caverna. Madrid. Aguilar, Altea, Taurus, Alfaguara, S.L. 2000.
- El hombre duplicado. Alfaguara, 2003.
- Don Giovanni o el disoluto absuelto. 2005.
- Las intermitencias de la muerte. 2005.
- Ensayo sobre la lucidez. 2006.
- El viaje del elefante. 2008.
- Caín. 2009.
- Claraboya. (escrita en 1952). 2011.
- Alabardas, alabardas, Espingardas, espingardas. Obra inacabada de José Saramago cuya publicación está prevista para octubre de 2014 según el anuncio en la revista Blimunda.[7]

## Premios y reconocimientos
- En noviembre de 2016 obtuvo el premio Luso-Español de Arte y Cultura 2016 concedido por el Ministerio de Educación, Cultura y Deporte español por su trabajo como creadora y presidenta de la Fundación Saramago.[8]
- Medalla de Andalucía 2016.[9]
- Medalla de Sevilla 2022. Ayuntamiento de Sevilla.
- En junio de 2023 recibió el Premios 'El Ojo Crítico' 2022 de RNE en la categoría Premio Iberoamericano.[10]